# Mekarjaya (Ciomas)
Mekarjaya is een bestuurslaag in het regentschap Bogor van de provincie West-Java, Indonesië. Mekarjaya telt 8150 inwoners (volkstelling 2010).